# Boris Novković
Boris Novković (Sarajevo, 25 december 1967) is een Kroatische singer-songwriter.
Muziek werd hem met de pap in de mond gegeven met een moeder die muziekles gaf en een vader, Đorđe Novković, die een van de meest succesvolle liedjesschrijver en managers van Joegoslavië was. Zijn eerste album Kuda Idu Izgubljene Djevojke verkocht 120.000 stuks in 1986. Ook volgende albums waren erg succesvol.
In 1990 deed hij mee aan Jugovizija om zo naar het Eurovisiesongfestival te kunnen, maar het lied Dajana werd tweede.
Vijftien jaar later had hij wel prijs met Vukovi umiru sami, het was geen sinecure om Dora te winnen met tegenstanders als Danijela Martinovic, Vesna Pisarović, Magazin en Goran Karan. Hij was een favoriet op het songfestival en eindigde vierde in de halve finale, maar in de finale strandde hij op de elfde plaats. Normaal gezien moest Kroatië daarom in 2006 langs de halve finale, maar door de terugtrekking van Servië en Montenegro mocht de Kroatische kandidaat toch al in de finale aantreden.

## Discografie
1. Kuda idu izgubljene djevojke... – 1986
2. Jači of sudbine – 1987
3. Dok svira radio – 1988
4. Obojeni snovi – 1989
5. 100X – 1991
6. Struji struja – 1993
7. U dobru i u zlu – 1995
8. The best of Boris – 1995
9. Sve gubi sjaj bez ljubavi – 1997
10. Branim se – 1999
11. Direkt – 2000
12. 'Ko je kriv – 2002
13. The best of 1995-2003 – 2003
14. Ostvaren san – 2004